# 桑田寛之
桑田 寛之（くわた ひろゆき、1983年11月8日 - ）は兵庫県神戸市出身のフットゴルフ選手。

## 来歴
2014年にフットゴルフと出会い、初代フットゴルフ日本代表とし、オランダ・キャピタルカップに出場。
以降継続して、日本代表として世界大会に出場中。
2016年にはアジアチャンピオン、2017年にはメジャー大会において日本人初となるトップ10入り（9位）を果たす。
2018年から2020年まで日本初のフットゴルフチーム「Ganador Footgolf Club（ガナドールフットゴルフクラブ)」に所属。
2019年オーストラリアのHORIZONS GOLF RESORTにて開催されたアジアカップ2019にて、一般の部で個人4位タイ(8オーバー)の成績を収める

## 人物
あだ名の由来は海外の大会に初めて出場した際、大会エントリー名が「Heroyuki Kuwata」と誤って登録されていたことがきっかけで「ヘロ」というあだ名が誕生した。

## 代表歴

### 2015年
- キャピタルカップ（オランダ）

### 2016年
- 第2回ワールドカップ（アルゼンチン）
- 第1回アジアカップ（中国）

### 2017年
- FIFG MAJOR 1000 US-PROAM（アメリカ）
- JAPAN INTERNATIONAL OPEN 2017（日本）

### 2018年
- 第2回アジアカップ（中国）
- 第3回ワールドカップ（モロッコ）

### 2019年
- 第3回アジアカップ（オーストラリア）